# Союз українських канадійських ветеранів
Союз Українських Канадійських Ветеранів (СУКВ) — організація колишніх воїнів-українців канадського війська, заснована у червні 1945 року у Вінніпезі, член Союзу Українських Канадійських Вояків.
Головна мета СУКВ — плекати товариські взаємини поміж комбатантами та українські військові традиції (зокрема, організувати і керувати ескадрами кадетів), допомагати новій українській міграції (заходами СУКВ засновано в Лондоні Українське Допомогове Бюро, пізніше Канадську Допомогову Місію українцям жертвам війни, СУКВ співпрацював з КУК при створенні Фонду Допомоги Українців Канади), підтримувати розвиток українського національного життя в Канаді, сприяти боротьбі поневолених народів, зокрема українців, за політичне визволення.
СУКВ є членом КУК, він співпрацює з загальною канадською ветеранською організацією — Королівським Канадським Легіоном.
До СУКВ з 1964 року можуть належати також колишні українські вояки УГА, Армії УНР та ін. армій. СУКВ має низку відділів, його централя міняється залежно від осідку голови.
Пресові органи СУКВ: двомовний квартальних «Опініон», «Нюз леттер» і «Нью Опініон». Голови СУКВ: І. Карасевич, П. Смильський, С. Павлюк, А. Яремович, І. Юзик, Б. Панчук.